# Pielomastax acuticerca
Pielomastax acuticerca är en insektsart som beskrevs av Zheng, Z. och Peng Fu 1999. Pielomastax acuticerca ingår i släktet Pielomastax och familjen Episactidae. Inga underarter finns listade i Catalogue of Life.